# István Énekes
István Énekes   (Budapest, 20 de febrer de 1911 - Budapest, 2 de gener de 1940) va ser un boxejador hongarès que va competir durant les dècades de 1920 i 1930.
El 1932 va prendre part en els Jocs Olímpics d'Estiu de Los Angeles, on guanyà la medalla d'or en la categoria del pes mosca, en guanyar la final al mexicà Francisco Cabañas. En el seu palmarès també destaquen dues medalles d'or al Campionat d'Europa de boxa i quatre campionats nacionals.
Va perdre la vida en circumstàncies poc clares el gener de 1940.